# Zelotes tortuosus
Zelotes tortuosus är en spindelart som beskrevs av Takahide Kamura 1987. Zelotes tortuosus ingår i släktet Zelotes och familjen plattbuksspindlar. Inga underarter finns listade i Catalogue of Life.